# Station Ihrhove
Station Ihrhove was een halte gelegen in Ihrhove in de Duitse deelstaat Nedersaksen. Het station lag aan een kruispunt van spoorwegen, namelijk de Spoorlijn Hamm - Emden, de Spoorlijn Ihrhove - Nieuweschans, en de Spoorlijn Ihrhove - Westrhauderfehn. Het station werd geopend in 1854, in 1876 kwam de lijn naar Nieuweschans tot stand. De spoorlijn naar Rhauderfehn werd geopend in 1912. Het personenvervoer op deze lijn werd op 27 mei 1961 gestaakt, wat de sluiting betekende van station Ihrhove.
In 2015 heeft de deelstaat Nedersaksen 30 (voormalige) stations aangewezen die in aanmerking komen voor heropening, waaronder station Ihrhove. De eerste stations worden mogelijk tussen 2024 en 2030 heropend. Er zal uitsluitend gestopt worden door de Wiederline treinen, de exploitatie zal worden verzorgd door Arriva Personenvervoer Nederland. De start van de bediening hangt af van de vervanging van de Friesenbrücke over de Eems in 2025.
0,0: Ihrhove ·
5,7: Hilkenborg ·
8,0: Weener ·
11,2: Möhlenwarf ·
13,2: Bunde (Ostfriesl) ·
18,3: Bad Nieuweschans